# ماركو بولو
ماركو بولو (بالإيطالية: Marco Polo) (15 سبتمبر 1254 – 8 يناير 1324) هو تاجر ومستكشف من البندقية كان هو وأبوه نيكولو وعمه مافيو أول الغربيين الذين سلكوا طريق الحرير إلى الصين -والتي أطلق عليها اسم كاثاي- وكانت له علاقات دبلوماسية مع قوبلاي خان أكبر ملوك إمبرطورية المغول وحفيد جنكيز خان. وقد دون رحلاته في كتابه إل ميليوني -وهو تصغير إيميليوني، اسم الشهرة لعائلة بولو- والذي يدعى أيضا رحلات ماركو بولو.
كان ماركو بولو ابن التاجر نيكولو بولو في البندقية، وقد قام الاثنان برحلة طويلة عبر آسيا، بالاشتراك مع عمه مافيو بولو عام 1260م، وقد سلكوا طريق القوافل التجارية الشهيرة بعض الوقت، واتجهوا شطر بكين في الصين حيث كان قوبلاي خان
يحكم كإمبراطور، فأحسن هذا الرجل العظيم وفادة زائريه لأنه كان يحرص على تحسين العلاقات مع العالم الغربي.
عادت أسرة بولو إلى فينسيا قرابة عام 1270م حاملة الروايات والقصص العجيبة المذهلة عما شاهدت من الروائع.وبعد سنتين انطلقوا ثانية، وكان عمر ماركو قد أصبح في الثامنة عشرة - ولكن من طريق أخرى، فاقتضاهم بلوغ بكين زهاء أربع سنوات. ومن جديد لاقوا حفاوة بالغة من قبلاي خان الذي عيَّن ماركو هذه المرة في منصب في الحكومة الصينية. وقد بقي مقيماً هناك حوالي 17 سنة.
عاد ماركو بولو إلى بلاده حوالي عام 1290م، وعكف على تدوين تفاصيل رحلاته، وحياته العلمية في الصين، وقد تخللها شغله منصب حاكمٍ إقليمي. وكان لهذه القصص تأثير كبير في أوروبا، وفتحت عيون الأوربيين على عجائب الصين، وعلى الواقع الذي كان يجهله الكثيرون وهو أن الصينيين قوم متحضرون مثلهم.

## حياته

### النشأة
لا يعرف على وجه التحديد مكان وتاريخ مولد ماركو بولو، وأغلب النظريات الحالية هي تخمينات. ومع ذلك، فإن التاريخ الأقرب لولادته هو عام 1254، ومن المتعارف عليه أن ماركو بولو ولد في جمهورية البندقية. معظم كتاب السير الذاتية يشيرون صوب البندقية نفسها كمسقط رأس ماركو.
وكان والده نيكولو تاجرا يعمل في التجارة البحرية بين البندقية والشرق الأوسط واستطاع عن طريق التجارة تحقيق ثروة ومكانة عظيمة في البندقية. انطلق نيكولو وشقيقه مافيو في رحلة تجارية قبل ولادة ماركو. وفي سنة 1260، كان نيكولو ومافيو يقيمان في القسطنطينية عندما توقعا حدوث تغيير سياسي ؛ قاما عندئذ بتصفية أصول ثروتهما إلى المجوهرات ورحلا بعيدا. ووفقا لرحلات ماركو بولو، مرا من خلال جزء كبير من آسيا، وقابلا قوبلاي خان. وفي الوقت نفسه، توفيت والدة ماركو بولو وقام بتربيته عمه وعمته. تعلم بولو جيدا، كما تعلم مواد التجارة بما في ذلك العملة الأجنبية، والتثمين، والتعامل مع سفن الشحن، على الرغم من أنّه تعلم القليل أو تقريبا لا شيء من اللاتينية.
في عام 1269، عاد نيكولو ومافيو إلى البندقية، ليقابلوا ماركو للمرة الأولى. في 1271، انطلق ماركو بولو حينما كان يبلغ السابعة عشرة من العمر، ووالده وعمه إلى آسيا ليقوموا بسلسلة من المغامرات التي وثقت لاحقا في كتاب ماركو. عادوا إلى مدينة البندقية في 1295، بعد مرور 24 عاما وما يقرب من 15,000 ميل (24٬140 كم)، ومعهم العديد من الثروات والكنوز.
عقب عودتهم إلى إيطاليا كانت البندقية في حالة حرب مع جنوى. أسر ماركو بولو خلال الحرب حيث أمضى بضعة أشهر في السجن يملي وصفا مفصلا لأسفاره لزميله السجين، رستيشيللو دا بيزا، الذي أدرج حكايات من بلده، وكذلك جمع الحكايات وغيرها من الشؤون الجارية من الصين. سرعان ما انتشر الكتاب في أوروبا في صورة مخطوطة وصار معروفا باسم رحلات ماركو بولو، ويصور الكتاب رحلات بولو في مختلف أنحاء آسيا، معطيا للأوروبيين أول نظرة شاملة في أساليب العمل الداخلية لدول الشرق الأقصى، بما في ذلك الصين والهند، واليابان. [5]) أطلق سراح ماركو بولو في نهاية المطاف في آب / أغسطس 1299، [3])، وعاد إلى البندقية، حيث كان والده وعمه قد اشترى منزلا كبيرا في الربع المركزي المسمى كونترادا سان جيوفاني كريسوستومو. واصلت الشركة أنشطتها وسرعان ما أصبح ماركو تاجرا ثريا. قام ماركو بتمويل بعضا من البعثات الأخرى، لكنه لم يغادر البندقية مرة أخرى. في 1300، تزوج من دوناتا بادوير، ابنة التاجر فيتالي بادوير. [6] ورزقا ببنات ثلاث، فانتينا وبيليلا وموريتا.

### وفاته
في عام 1323 مرض ماركو بولو، وفي يوم 8 كانون الثاني 1324م، وبالرغم من مجهودات الأطباء لعلاجه، كان بولو يحتضر. ومن أجل كتابة وتوثيق وصيته، طلبت عائلته جيوفاني جويستينيانى، وهو قس في سان بروكولو. وقد عين بولو زوجته دوناتا وبناته الثلاث قائمين بتنفيذ الوصية. وكان يحق للكنيسة جزء من تركته؛ وافق ماركو على هذا وأمر بأن يدفع مبلغ إضافي لدير سان لورنزو، المكان الذي كان يرغب في أن يدفن فيه. كما أطلق (حرر) عبدا تتاريا كان قد رافقه من قارة آسيا.
ثم قام بتقسيم ما تبقى له من الممتلكات ما بين الأفراد، والمؤسسات الدينية، وكل نقابة وأخوة انتمى إليها. لكنه كتب أيضا ليسدد - ديون متعددة بما في ذلك 300 ليرة لأخت زوجته، والبعض الآخر لدير سان جيوفاني وسان باولو وسام والخطباء، ورجل دين يدعى الراهب بينفينوتو. وأمر بدفع 220 صولدي لجيوفاني جويستينياني لعمله ككاتب عدل وصلاته. [8]الوصية، التي لم يكن وقعها بولو، ولكنه صادق عليها بعد ذلك طبقا لحكم سيجنم مانوس الذي كان على الموصي فقط أن يلمس الوثيقة لجعلها تمتثل لحكم القانون، [10] كانت بتاريخ 9 كانون الثاني 1324. طبقا لقانون البندقية الذي ينص على أن اليوم ينتهي عند غروب الشمس، فأن الموعد الدقيق لوفاة ماركو بولو لا يمكن تحديده، ولكنه كان بين غروب الشمس يوم 8 أو 9 من شهر كانون الثاني/يناير 1324م.

## رحلات ماركو بولو
لا توجد نسخة ثابتة النسبة لكتاب رحلات ماركو بولو، أما المخطوطات الموجودة فتختلف اختلافا كبيرا فيما بينها. فالنسخ المنشورة من كتابه جمعت إما بالاعتماد على مخطوط واحد، أو مزيج من إصدارات متعددة معا، أو نشرت مع إضافة ملاحظات للتوضيح، على سبيل المثال في الترجمة الإنكليزية لهنري عيد ميلاد المسيح. آخر ترجمة من الإنجليزية ميلان Moule وبول Pelliot، نشرت في عام 1938، يقوم على مخطوطة لاتينية والتي عثر عليها في مكتبة كاتدرائية طليطلة في عام 1932، وبنسبة 50 ٪ أطول من غيرها من الصيغ. ويوجد ما يقرب من 150 نسخة مختلفة في لغات مختلفة ومن المعروف أنه في غياب المطابع قدمت أخطاء كثيرة خلال النسخ والترجمة، مما أدى إلى كثير من التناقضات.

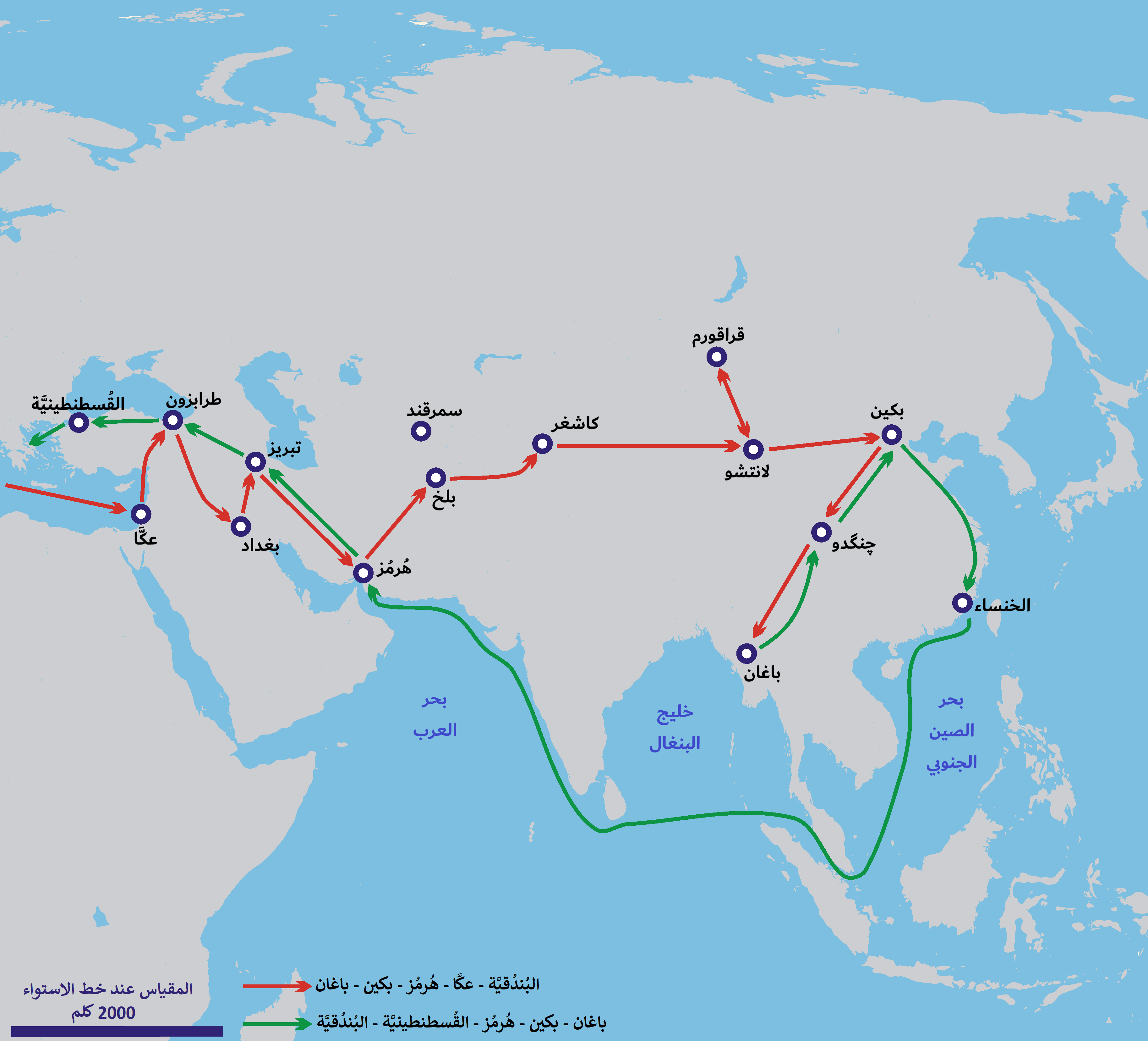
خريطة لرحلة ماركو بولو

## قارةآسياقبل ماركو بولو

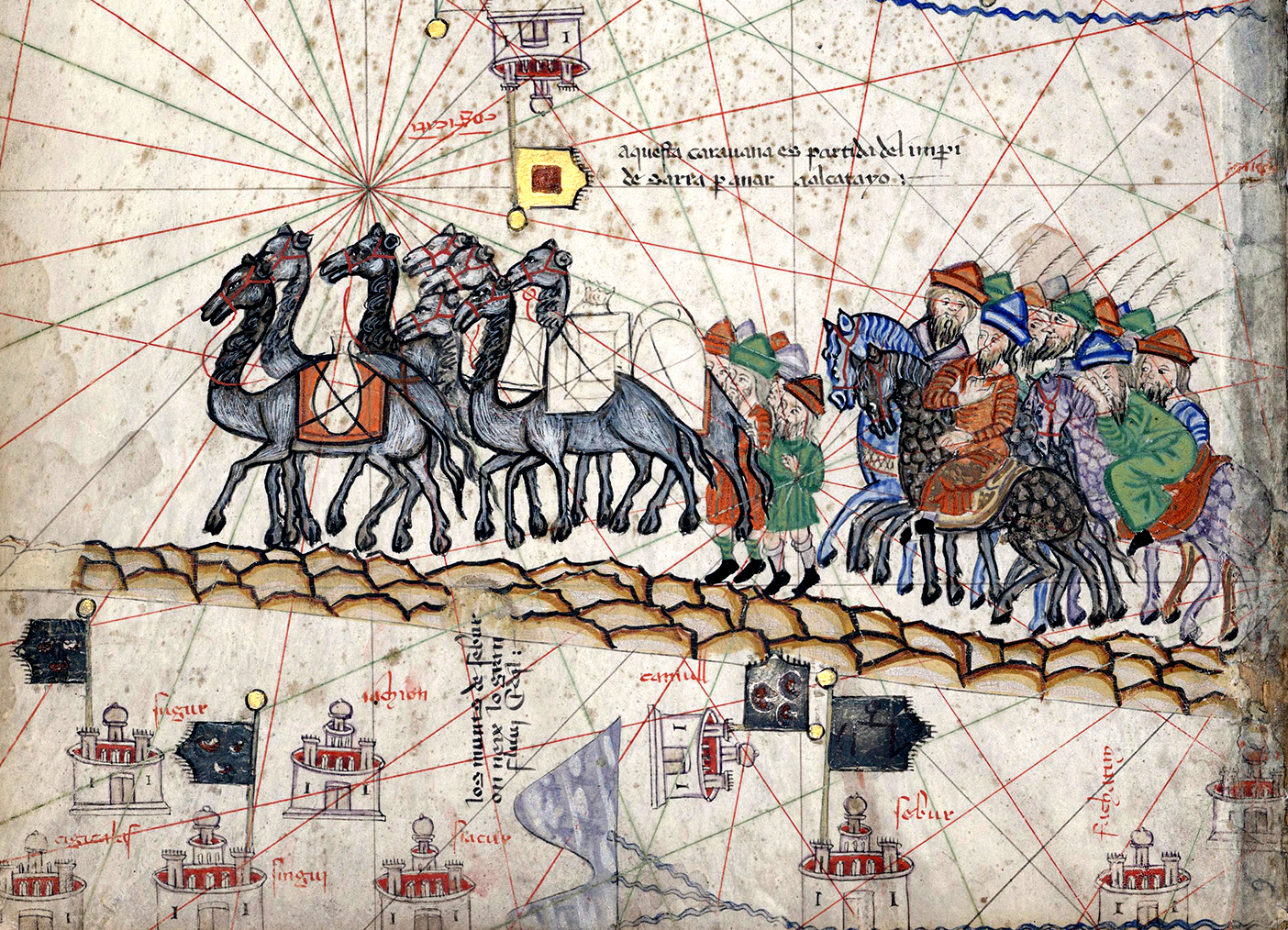
رحلة ماركو بولو

لم يكن الأوربيون يعرفون شيئاً عن آسيا إلا القليل في القرون الوسطى، فلقد كان الناس يروون حكايات عجيبة عن أنواع غريبة نادرة من النباتات والحيوانات، وأجناس غريبة من البشر، لكن لم يكن يعرف شيئا محققا عن هذا كله، كما أنه لم يتح لأحد أن تطأ قدمه أرض بلاد مثل الصين، ولقد كان التجار الذين يتبادلون البضائع والسلع مع الآسيويين ينتظرون في موانئهم مقدم البضائع الشرقية التي تصل إليهم من الداخل، ولما بلغت مسامع أوربا أن الأنباء تتكلم وتروي أن جنكيزخان قد قهر معظم القارة الآسيوية وأخضعها لسلطانه، بادر البابا أنوسنت الرابع فأرسل بعضا من الرهبان إلى بلاط هذا الغازي في كاراكورام، أملا في أن يدخلوا الديانة المسيحية، ولبعد الطريق وكثرة المشاق هلك معظمهم ولم يصل سوى واحد من الرهبان إلى منغوليا في عام 1254م، بعد أن عبر ولاية تركستان وروسيا. وتمكن هذا الراهب من أن يكتب عن تاريخ وحضارة منغوليا وطبيعة الشعب الذي عاش في تلك المنطقة.
ولقد كان شعب التتار يعيشون في الوديان التي يجدون بها قدرا كافيا من الحشائش، لتقتات بها أنعامهم، بينما ينزحون في فصل الصيف إلى الجبال أو الوديان التي تروى بمياه الآبار، وكانوا إذا ما تحركوا يفككون منازلهم المصنوعة من جلود الخيل والأنعام ويأخذونها معهم.
لقد احتل التتار معظم الصين ولكنهم فشلوا في احتلال مدينة سيانج سانج فو التي تحميها بحيرة مائية من نواحيها الثلاث، ومن خلال ذلك تمكن المحاصرون من التزود بما يحتاجونه من إمدادات، واستمر الحصار ثلاث سنوات، فنصح ماركو بولو عاهل التتار باستعمال آلة تسمى المقذاف وهي تختلف عن المنجنيق، وهي قاذفة حربية قديمة تقذف الحجارة، ولما كان هذا التدبير العسكري لم يسمع به قبائل التتار، قرر ماركو بولو مع عمه وأبيه أن يباشروا بصنعه ورُكِبَت المنجنيقات وسرعان ما أخذوا يدمرون المدينة بما يقذفونه من حجارة، تزن أكثر من 300 رطل، فاستسلم المحاصرون، وكان الفضل يعود في ذلك إلى ماركو بولو.

## روابط خارجية
- ماركو بولو على موقع الموسوعة البريطانية (الإنجليزية)
- ماركو بولو على موقع إن إن دي بي (الإنجليزية)
- صانعو التاريخ - سماح حبيب الله الثامن
- 1000 شخصية عظيمة - ترجمة عين ماهل